# Szakács-ér
A Szakács-ér a Bakonyban ered, Veszprém vármegyében, mintegy 230 méteres tengerszint feletti magasságban. A patak forrásától kezdve északnyugati-északi irányban halad, majd Nagydémnél eléri a Sokorói-Bakony-ért.

## Part menti települések
- Pápateszér
- Nagydém